# Gmina Bërdicë
Gmina Bërdicë (alb. Komuna Bërdicë) – gmina w Albanii, położona w północno-zachodniej części kraju. Administracyjnie należy do okręgu Szkodra w obwodzie Szkodra. W skład gminy wchodzi sześć wsi: Berdice e Madhe, Berdice e Mesme, Berdice e Siperme, Trush, Beltoje, Mali Heba.